# 岸本ビルヂング
岸本ビルヂング（きしもとビルヂング）は、東京都千代田区丸の内二丁目に所在するオフィスビルである。

## 歴史
この地には、1922年（大正11年）に時事新報社が三菱合資会社から土地を借り受け、桜井小太郎の設計により1926年に竣工した「時事ビル」があった。地上5階建で地階のある2607坪の本館と、地階付き平屋建の314坪の工場で構成されており、本館屋上には伝書鳩の小屋があった。1937年、大阪の鉄鋼商社である岸本商店のオーナーがこのビルを買収し、「岸本ビルディング」と命名した。翌1938年にはビルの所有者として泉吉株式会社と管理会社の岸本不動産株式会社が設立された。岸本ビルディングの北隣には1927年竣工の「内外ビルディング」があり、1952年には所有者の内外ビルヂング社（1969年に内外不動産に社名変更）は三井不動産の傘下に入った。内外ビルの敷地は1922年より三菱合資会社と内外ビルヂング社との間で長期借地契約が結ばれていたが、1970年に契約が満了したのちも継続した利用を希望する内外ビルヂング社と遍地を求める三菱地所との間で折り合わず、膠着状態となっていた。昭和50年代に入り、岸本ビル・内外ビルとも老朽化が進み、1982年4月には岸本ビルの借地契約が満了することから、3者間で建替えに向けた交渉がもたれた。三菱地所は2棟を一体で建替えることを提案したが内外不動産の合意が得られず、三菱地所と泉吉との共同事業によるビルと、内外不動産単独のビルを別々に建設することで、1978年6月に基本協定が締結された。共同ビルは「岸本ビルヂング」と命名され、1978年6月に旧岸本ビルの解体を開始。同年9月より本体工事に着手し、1980年7月に竣工した。1979年1月には旧内外ビルの解体が開始され、同年4月に新ビルを着工。1981年2月に丸の内三井ビルの名称で竣工した。

## 建築
岸本ビルヂングと丸の内三井ビルは軒高を揃え、煉瓦貼りの共通のカーテンウォールを採用して、視覚的に一体の建物に見えるよう工夫された。両ビルの間は施工上可能な限り壁面を近接させたが、地上部ではつながっていない。両ビルの地下駐車場の出入り口は、東側に隣接する三菱電機ビルヂング（現・丸の内仲通りビル）と共用にすることにより、周辺の渋滞緩和が図られた。